# Ægte stormhat
Ægte stormhat (Aconitum napellus) er en art i Ranunkel-familien, som oprindelig er hjemmehørende i Centraleuropa. Det er en 1-2 m høj staude med store blåviolette blomster. Den anvendes som prydplante i tempererede områder, herunder Danmark. I haver findes varianter med blomster i hvide og rosa farver. Plantens bestanddele er dødeligt giftige for mennesker, selv i små mængder, og den betragtes som den giftigste plante i Europa.

## Beskrivelse
Ægte stormhat er en flerårig, urteagtig plante med en opret vækst. Bladene er spredt stillede, stilkede og håndlappede med 5-7, dybt indskårne lapper. Bladenes form varierer meget, og de øverste blade er mindre indskårne end de nederste. Oversiden er mørkegrøn og næsten hårløs, mens undersiden er lyst grågrøn. Blomstringen foregår i juli-september, hvor man finder blomsterne samlet i kompakte og endestillede stande. De enkelte blomster er 5-tallige og uregelmæssige, sådan at det øverste kronblad er omdannet til en ”hjælm” (stormhat). Kronbladene er oftest blå, men lyseblå blomster ses også. Frugterne er bælge med pyramideformede, vingede frø.
Rodsystemet består af en knoldagtig jordstængel og grove, trævlerødder. Alle dele af planten er stærkt giftige, og det skyldes blandt andet giften aconitin, som hører til blandt de stærkeste plantegifte der findes. Giften kan trænge igennem ubeskyttet hud, og derfor anbefales det at bære handsker, hvis man håndterer planten. LD50 er 0,166 mg/kg legemsvægt, hvilket svarer til 11,62 mg for en person, der vejer 70 kg.
Planten når en højde på ca. 200 cm og en bredde på ca. 50 cm.

## Hjemsted
Ægte stormhat har sin naturlige udbredelse i Europas bjergegne fra England i nordvest til Ukraine i sydøst. Arten er knyttet til halvskyggede, kølige voksesteder med en næringsrig, kalkholdig og fugtig jord. Derfor ses den oftest i skovbryn og lysninger og i fugtige enge.
I Kitzbühel-alperne, Østrig finder man plantesamfundet Molinio-Arrhenatheretea på skiferundergrund i højder mellem 1.922 og 2.127 m. Her vokser arten sammen med bl.a. almindelig løvefod, alperottehale, bidende ranunkel, Crepis aurea (en art af høgeskæg), fjeldrapgræs, Gentiana bavarica (en art af Ensian), katteskæg, mosebunke, mørk brunkulle, nordisk dværgulvefod, rødkløver, rød svingel og vellugtende gulaks.

## Underarter
- Aconitum napellus subsp. castellanum (Spanien)
- Aconitum napellus subsp. corsicum (Korsika)
- Aconitum napellus subsp. firmum (Polen, Tjekkiet, Rumænien og Ukraine
- Aconitum napellus subsp. fissurae (Sydøsteuropa)
- Aconitum napellus subsp. hians (Tyskland, Østrig, Tjekkiet og Polen)
- Aconitum napellus subsp. lusitanicum (Mellemeuropa, sjælden i Sverige og Danmark)
- Aconitum napellus subsp. napellus' (Storbritannien og Frankrig)
- Aconitum napellus subsp. superbum (det tidligere Jugoslavien)
- Aconitum napellus subsp. tauricum (Tyskland, Østrig, Italien, det tidligere Jugoslavien, Polen, Rumænien og Ukraine)
- Aconitum napellus subsp. vulgare (Spanien, Frankrig, Italien, Svejts og Østrig)

## Galleri
|  |  |
|  |  |